# Binnie Barnes
Binnie Barnes (ur. 25 maja 1903 w Londynie, zm. 27 lipca 1998 w Beverly Hills) – angielska aktorka filmowa.

## Filmografia
- 1931: Dr. Josser, K.C. jako Rosa Wopp
- 1933: Prywatne życie Henryka VIII jako Catherine Howard
- 1936: Small Town Girl jako Priscilla Hyde
- 1938: Marco Polo jako Nazama
- 1939: Trzej muszkieterowie
- 1944: The Hour Before the Dawn jako May Heatherton
- 1950: La Strada buia jako Esther Clementi
- 1973: Czterdzieści karatów jako Maud Ericson

## Wyróżnienia
Posiada swoją gwiazdę na Hollywoodzkiej Alei Gwiazd.